# Oscar Roels

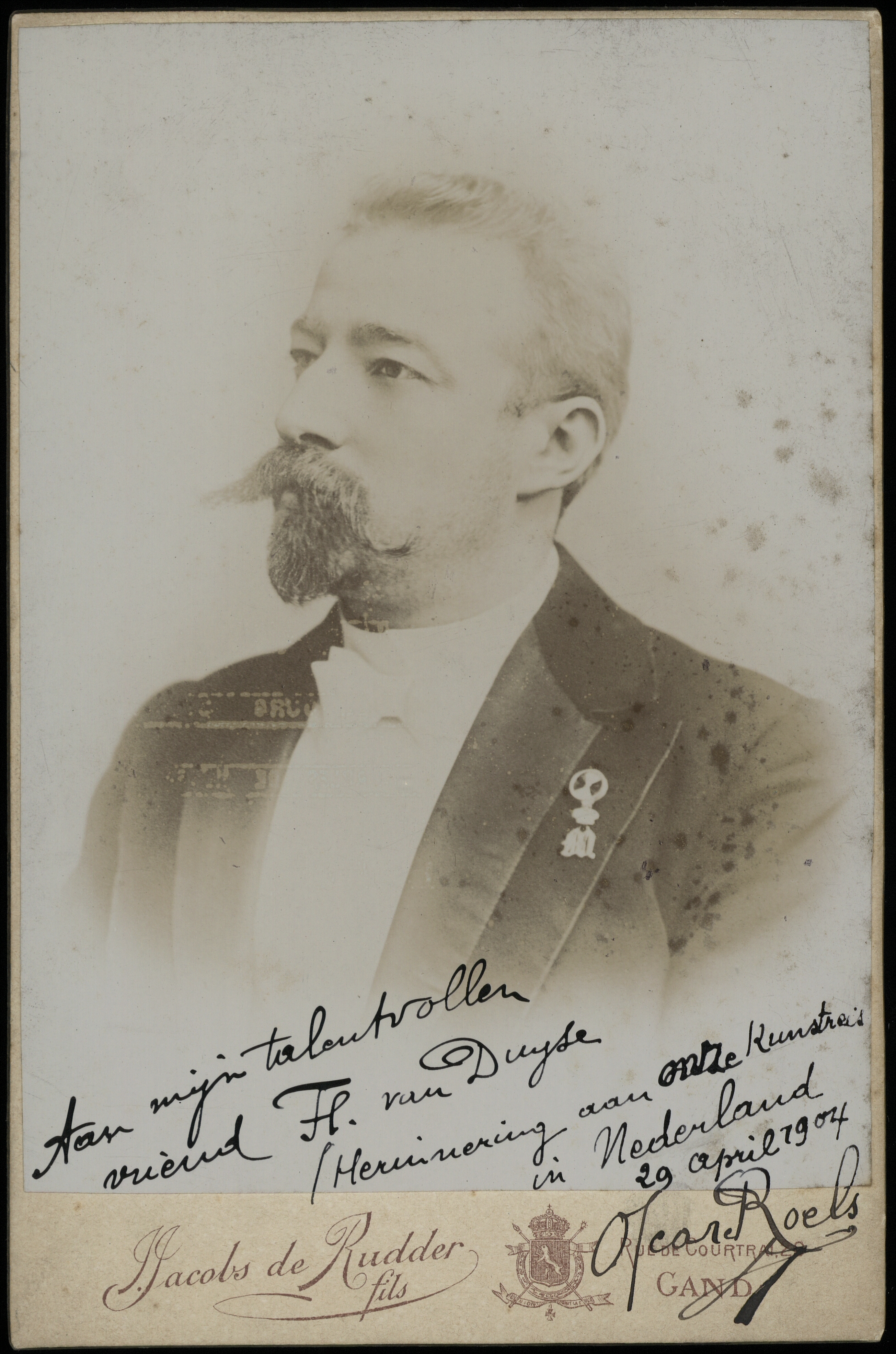
Oscar Roels

Oscar Augustus Roels (Gent, 2 november 1864 - aldaar, 29 oktober 1938) was een Vlaams componist en dirigent.
Hij was zoon van houtdraaier Franciscus Roels en Theresia Coleta Brackenier. Hijzelf trouwde met actrice Margaretha Fauçonnier.
Zijn eerste zanglessen ontving hij van plaatselijk tenor Jean Rysenaer. Vanaf 1876 volgden muzieklessen aan het Koninklijk Conservatorium van Gent bij docenten Édouard Nevejans, Ferdinand Van den Heuvel, Eduard De Vos, Karel Miry en Adolphe Samuel. In diverse studies behaalde hij eerste prijzen. Zijn studieperiode liep door tot 1888.
In 1881 werd hij trouwens zelf al leraar aan datzelfde conservatorium, een functie die hij tot 1930 aanhield; hij werd er ereleraar. Aan die instelling was hij tevens dirigent van studentenkoor en –orkest.

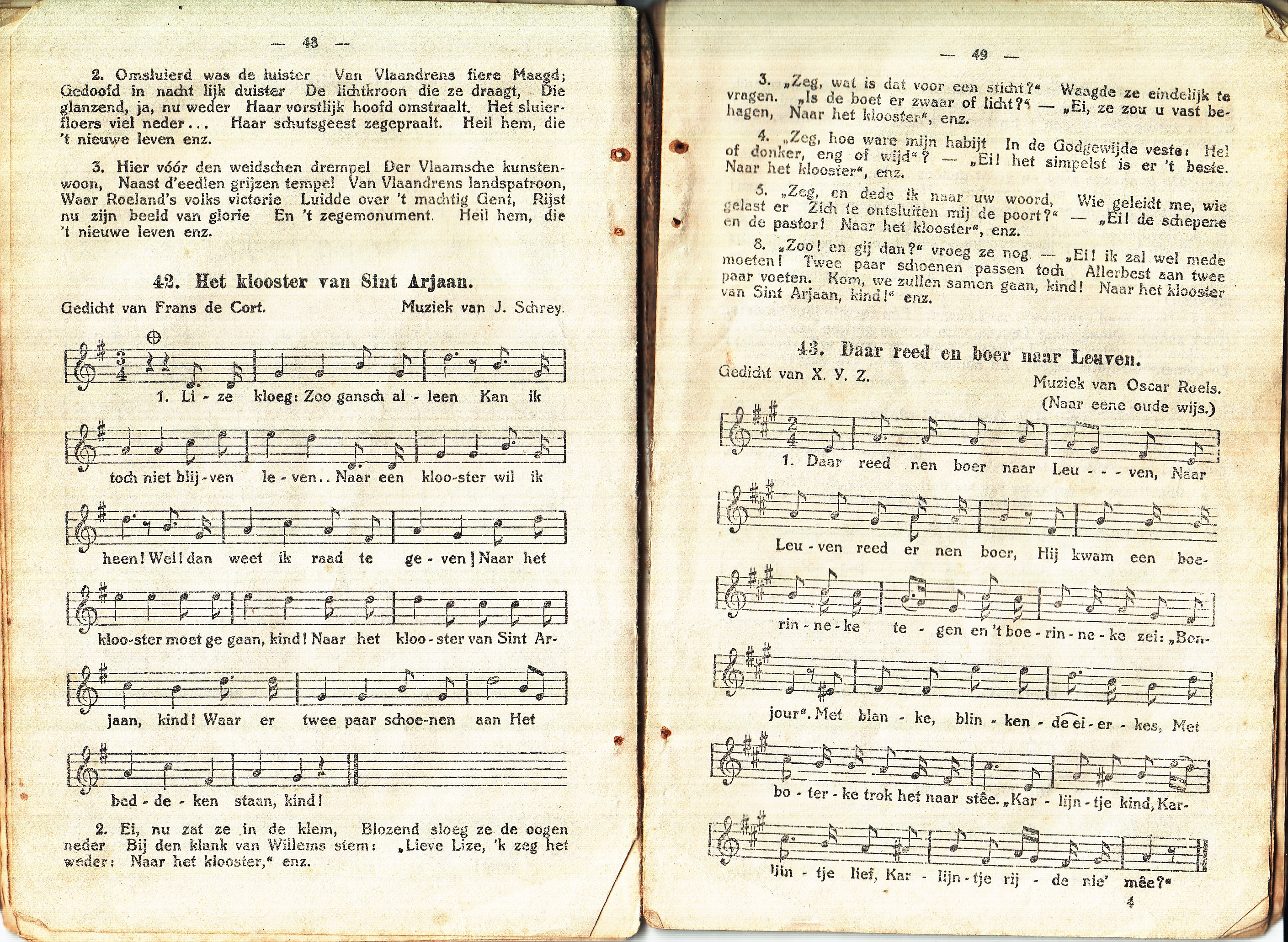
Daar reed een boer naar Leuven, gedicht van X. Y. Z., muziek van Oscar Roels

Al sinds zijn studententijd was hij na een studie bij Désiré Van Reysschoot organist in de Jezuïetenkerk van zijn geboortestad en later ook in het St.-Barbaracollege. Als dirigent werkte hij aan de Gentse Opera (1893-1894 en 1917-1925) en de Nederlandse Schouwburg aan het Sint-Baafsplein. Hij voerde in die functie eigen werk uit, maar ook van collega-componisten Jan Blockx, Jozef Van der Meulen en Hendrik Waelput. .
In aanvulling op die werkzaamheden gaf hij leiding aan diverse koren en orkesten, waaronder de Société Royale des Mélomanes. Hij gaf concerten in bijvoorbeeld de Wauxhall (Coupure, Gent) en het Casino te Gent. Bij het repertoire trad hij in de voetsporen van Peter Benoit.
Zijn oeuvre omvat werken voor toneel, operettes, concertwerken, kamermuziek, liederen en orgelmuziek. Te noemen zijn:
- Sonate voor altviool en piano (1927)
- De Vlaamsche Nacht (oratorium)
- Zangersgroet (op 13 juli 1902 uitgevoerd op de Gentse Vrijdagmarkt met 2900 man/vrouw, 600ste verjaardag van de Guldensporenslag)
- Pinksternacht
- De witte kaproenen (tekst van Lodewijk Lievevrouw-Coopman, uitgevoerd bij de opening van de Nederlandse Opera in Gent)
- Clodwig en Clothildis
- Achter 't slot
- Willemslied

Gent kent de Oscar Roelsstraat; het straatnaambord vermeldt Gents componist 1864-1939. Geo Verbanck maakte voor zijn graf op de Westerbergraafplaats een portret.
- Biografisch Portaal: 21586292
- Digitale Bibliotheek voor de Nederlandse Letteren: roel024
- International Standard Name Identifier: 0000 0003 9652 6498
- MusicBrainz: 2ed33328-b828-4bc7-ba47-3f37b60706e0
- Nederlandse Thesaurus van Auteursnamen: 14879193X
- Virtual International Authority File: 291474497